# Cycle 3 de Pokémon
Chronologie
Cycle 2 Cycle 4
Pour des articles plus généraux, voir Pokémon, la série et Liste des épisodes de Pokémon.
Le troisième cycle de la série télévisée Pokémon, officiellement nommé Pokémon : Diamant et Perle en Occident, regroupe les saisons 10 à 13 de cet anime, adaptées des jeux vidéo Pokémon Diamant et Perle et diffusées au Japon entre 2006 et 2010. Ce cycle narre les aventures de Sacha à travers Sinnoh ; il est accompagné par Pierre, déjà présent dans les deux premiers cycles, et d'Aurore.

## Découpage
Le troisième cycle est composé de quatre saisons : 
- Saison 10 : Diamant et Perle : épisodes 469 à 520 - 52 épisodes[N 1]
- Saison 11 : DP - Battle Dimension : épisodes 521 à 572 - 52 épisodes
- Saison 12 : DP - Combats Galactiques épisodes 573 à 625 - 53 épisodes[N 1]
- Saison 13 : DP - Les Vainqueurs de la Ligue de Sinnoh épisodes 626 à 659 - 34 épisodes

## Personnages Principaux
- Aurore
- Sacha
- Pierre

Pokémon principaux :
Tiplouf et Pikachu

## Liste des épisodes
- Épisode supprimé
- Épisode annulé
- Épisode décalé
- Épisode ajouté

### Diamant et Perle
| No | Titre français                                        | Titre japonais                             | Titre japonais                                    | Date de 1re diffusion |
| No | Titre français                                        | Kanji                                      | Rōmaji                                            | Date de 1re diffusion |
| --- | ----------------------------------------------------- | ------------------------------------------ | ------------------------------------------------- | --------------------- |
| 467 | Une aurore nouvelle                                   | 旅立ち！フタバタウンからマサゴタウンへ！！ | Tabidachi! Futaba Taun Kara Masago Taun !!        | 28 septembre 2006     |
| Aurore, une jeune fille vivant dans Sinnoh, va voir le professeur Sorbier pour avoir son premier pokémon. Pendant ce temps au laboratoire du professeur Sorbier, les trois pokémon «starter» s'échappent sauf Tortipouss qui est trop paresseux. Alors Aurore partira à leur recherche et développera une amitié avec le pokémon d'eau qui deviendra son premier pokémon. Pendant ce temps Sacha se fera enlever Pikachu par la Team Rocket juste en arrivant à Sinnoh, et la Team Rocket le perdra à son tour. Il sera retrouvé par Aurore. |                                                       |                                            |                                                   |                       |
| 468 | A la recherche de l'autre.                            | ピカチュウをさがせ!202番道路！             | Pikachū o Sagase! 202 ban Douro!                  | 28 septembre 2006     |
| 469 | Deux visions opposées.                                | ライバルバトル!三対三！！                  | Raibaru Batoru! San Tai San!!                     | 28 septembre 2006     |
| 470 | Ça barde pour le barde.                               | ポッチャマ対スボミー！ヒカリ初バトル！！   | Pocchama Tai Subomī! Hikari Hatsu Batoru!!        | 5 octobre 2006        |
| Sacha et ses amis font la connaissance de Nando, un barde pokémon qui hésite entre les matchs d'arène et les concours pokémon. Finalement, il choisit les deux. |                                                       |                                            |                                                   |                       |
| 471 | Une drôle de preuve d'amour.                          | ナエトル！ゲットだぜ！                     | Naetoru! Getto Daze!                              | 19 octobre 2006       |
| Sacha et ses amis rencontrent un Tortipouss très protecteur. Après avoir combattu la Team Rocket aux côtés de Sacha, il décide de le suivre. |                                                       |                                            |                                                   |                       |
| 472 | Une rencontre enflammée                               | 迷いの森！シンジふたたび！！               | Mayoi no mori! Shinji Futatabi!!                  | 26 octobre 2006       |
| 473 | Un véritable trésor.                                  | ポッチャマがんばる！！                     | Pocchama ganbaru!!                                | 2 novembre 2006       |
| 474 | L'arène surprise.                                     | なぞのジムのグレッグル！                   | Nazo no Jimu no Guregguru                         | 9 novembre 2006       |
| La Team Rocket imagine une arène pour attirer les dresseurs et leurs pokémon. Sacha et ses amis vont essayer de les arrêter. |                                                       |                                            |                                                   |                       |
| 475 | La course au Laporeille                               | ミミロルとあそぼう！？                     | Mimiroru to Asobō!?                               | 16 novembre 2006      |
| Aurore tente tant bien que mal de capturer son premier pokémon, un Laporeille qui tombe amoureuse de Pikachu. |                                                       |                                            |                                                   |                       |
| 476 | Les faussaires.                                       | ポケッチ入手困難！？                       | Pokecchi Nyūshukonnan!?                           | 30 novembre 2006      |
| 477 | Premier concours pokémon.                             | ヒカリ！コンテストデビュー！！             | Hikari! Kontesuto Debyū!!                         | 7 décembre 2006       |
| Aurore participe à son premier concours pokémon, Capumain convainc Sacha d'y participer aussi. Ils rencontrent Zoé, une coordinatrice de talent. |                                                       |                                            |                                                   |                       |
| 478 | La rivale                                             | コンテストバトル！ライバル対決！！         | Kontesuto Batoru! Raibaru Taketsu!!               | 14 décembre 2006      |
| Sacha affronte Zoé, mais perd. Celle-ci se retrouve face à Aurore en demi-finale. Zoé gagne le concours face à Jessie. |                                                       |                                            |                                                   |                       |
| 479 | Un Etourvol est né                                    | ムックルがんばる！                         | Mukkuru ganbaru!                                  | 21 décembre 2006      |
| La Team Rocket capture des Pokémon oiseaux grâce à leur piège. L'Ètourmi de Sacha aide nos héros à coincer ces méchants, en évoluant en Ètourvol. |                                                       |                                            |                                                   |                       |
| 480 | Les talents de Pierre.                                | タケシにおまかせ！                         | Takeshi ni omakase!                               | 21 décembre 2006      |
| 481 | Sacha à l'arène Charbourg.                            | クロガネジム！ヒョウタVSシンジ！！         | Kurogane Jimu! Hyouta Buiesu Shinji!!             | 11 janvier 2007       |
| 482 | Premier match à Sinnoh.                               | ズガイドスVSピカチュウ                     | Zugaidosu Buiesu Pikachū                          | 18 janvier 2007       |
| 483 | Terreur sur la ville                                  | 古代ポケモン大進撃！                       | Kodai pokemon dai shingeki!                       | 25 janvier 2007       |
| 484 | Un Charkos entêté.                                    | クロガネジムふたたび！決戦ラムパルド！！   | Kurogane Jimu Futatabi! Kessen Ramuparudo!!       | 1er février 2007      |
| Sacha gagne son premier badge de Sinnoh, le badge Charbon, contre Pierrick (Type Roche). |                                                       |                                            |                                                   |                       |
| 485 | Une rencontre électrique.                             | パチリスゲットで・・・・・・大丈夫！？     | Pachirisu Getto De…… Daijoubu !?                  | 8 février 2007        |
| Aurore s'entiche d'un Pachirisu sauvage et décide de le capturer. |                                                       |                                            |                                                   |                       |
| 486 | La chasseuse de Pokémon.                              | ポケモンハンターJ！                        | Pokémon Hantā J!                                  | 22 février 2007       |
| Le Pokégroupe rencontre la Chasseuse J. |                                                       |                                            |                                                   |                       |
| 487 | Viva l'évolution.                                     | 最強のコイキングと最も美しいヒンバス！     | Saikyou no Koiking to Mottomo Utsukushii Hinbass! | 1er mars 2007         |
| 488 | Des fruits pour l'année.                              | パチリスVSエイパム！コンテストバトル！！   | Pachirisu Buiesu Eipamu! Kontesuto Batoru!!       | 8 mars 2007           |
| 489 | La pelle de Steelix.                                  | 爆走ハガネール！ビッパの村を守れ！！       | Bakusō Haganēru! Bippa no Mura o Mamore!!         | 15 mars 2007          |
| 490 | Une histoire savoureuse.                              | 対決！サトシ対ピカチュウ！？               | Taiketsu! Satoshi Tai Pikachu!?                   | 29 mars 2007          |
| 491 | Le pokémon masqué.                                    | 怪傑ロズレイドと花伝説                     | Kaiketsu Rozureido to Hana Densetsu               | 29 mars 2007          |
| Sacha et ses amis décident de participer à un cours de cuisine de poffin. Le Roserade de Forcitia, timide au début, arrive à stopper la Team Rocket. |                                                       |                                            |                                                   |                       |
| 492 | H - 24                                                | ポケモンコンテスト！ソノオ大会！！         | Pokémon Kontesuto! Sonō Taikai!!                  | 5 avril 2007          |
| Sacha et Cie rencontrent Kenny, un ami d'enfance d'Aurore devenu lui aussi coordinateur. |                                                       |                                            |                                                   |                       |
| 493 | Jour J                                                | 決戦！ポッチャマVSポッタイシ！！           | Kessen! Pocchama Buiesu Pottaishi!!               | 5 avril 2007          |
| C'est l'heure du concours pokémon, Aurore se retrouve face à Kenny en finale. |                                                       |                                            |                                                   |                       |
| 494 | Avis de tempête.                                      | フワンテと北風の使い！                     | Fuwante to Kitakaze no Tsukai!                    | 12 avril 2007         |
| 495 | L'esprit d'équipe.                                    | サトシとヒカリ！タッグバトルで大丈夫！？   | Satoshi to Hikari! Taggu Batoru de Daijōbu!?      | 12 avril 2007         |
| 496 | A la recherche du miel enchanté.                      | ハクタイの森！ミノムッチ進化作戦！！       | Hakutai no Mori! Minomucchi Shinka Sakusen!!      | 19 avril 2007         |
| Sacha et ses amis aident Sarah, une dresseuse passionnée de chasse au trésor, à trouver le miel enchanté. Elle doit pour cela faire en sorte d'avoir un Papilord. |                                                       |                                            |                                                   |                       |
| 497 | Rien ne vaut un pokémon plante                        | ナエトル対ナエトル！スピード対決！！       | Naetoru tai Naetoru! Supīdo Taiketsu!!            | 26 avril 2007         |
| Sacha, Aurore, Pierre et Sarah cherchent toujours le miel enchanté. Ils rencontrent Flo, une dresseuse follement amoureuse des pokémon de type plante. Elle va les aider dans leur recherche. |                                                       |                                            |                                                   |                       |
| 498 | Attention, Apitrini en colère.                        | 琥珀の城のビークイン！                     | Kohaku no Shiro no Bīkuin!                        | 3 mai 2007            |
| Nos amis sont plus proches que jamais du chateau Ambre et du miel enchanté. Mais la Team Rocket est là. |                                                       |                                            |                                                   |                       |
| 499 | Imitations, déguisements et surprise.                 | スキです！ポケモンなりきり大会！！         | Sukidesu! Pokemon nari kiri taikai!!              | 10 mai 2007           |
| Nos amis décident de participer à un concours de déguisement et d'imitation pokémon. Le cadeau à la clé est un œuf pokémon. |                                                       |                                            |                                                   |                       |
| 500 | Un pokémon bien mérité                                | ブイゼル！最強への道！！                   | Buizeru! Saikyou he no Michi!!                    | 17 mai 2007           |
| 501 | Une rencontre très enrichissante.                     | 四天王ゴヨウとドータクン！                 | Shitennō Goyō to Dōtakun!                         | 24 mai 2007           |
| 502 | Le vol de l'Orbe Adamant.                             | シンオウ時空伝説！                         | Shinou Jikū Densetsu!                             | 31 mai 2007           |
| 503 | Un combat écologique.                                 | ハクタイジ！VSナタネ！！                   | Hakutai Gym! Buiesu Natane!!                      | 7 juin 2007           |
| Sacha gagne son deuxième badge de Sinnoh, le badge Forêt, contre Flo (Type Plante). |                                                       |                                            |                                                   |                       |
| 504 | Une belle grande famille.                             | 爆誕！サイクリングロード！！               | Bakutan! Saikuringu Rōdo!                         | 21 juin 2007          |
| 505 | Une croisière mouvementée.                            | ピカチュウのおるすばん！                   | Pikachuu no Orusuban!                             | 5 juillet 2007        |
| 506 | Une belle leçon de dressage.                          | チャンピオン・シロナ登場！！               | Champion Shirona Toujou!!                         | 19 juillet 2007       |
| 507 | Un repos forcé.                                       | ヒカリとノゾミとダブルパフォーマンス！！   | Hikari to Nozomi to Daburu Pafōmansu!!            | 26 juillet 2007       |
| 508 | Il y a de l'électricité dans l'air.                   | ラクライ訓練センター！                     | Rakurai kunren sentā!!                            | 9 août 2007           |
| 509 | Du rêve au cauchemar.                                 | ムウマージ！悪夢からの脱出！！             | Mūmāji! Akumu kara no Dasshutsu!!                 | 16 août 2007          |
| Dans la forêt, nos amis sont victimes d'hallucinations causées par un Magirêve. |                                                       |                                            |                                                   |                       |
| 510 | Sieste obligatoire.                                   | 迷子のヒポポタスを助けろ！                 | Maigo no Hipopotasu o tasukero!                   | 23 août 2007          |
| 511 | Chasse aux Dinoclier.                                 | ハンターＪ再び！タテトプスを守れ！！       | Hantā J Futatabi! Tatetopusu wo mamore!!          | 30 août 2007          |
| 512 | Le labyrinthe.                                        | 迷路でシャッフル！みんなでハッスル！！     | Meiro de Shaffuru! Minna de Hassuru!!             | 13 septembre 2007     |
| 513 | Sabelette prisonnier.                                 | ミルとケーシィと水の底！                   | Miru to Kēsyī to Mizu no Soko!                    | 27 septembre 2007     |
| 514 | Sacha et Aurore! En route vers la nouvelle aventure!! | サトシとヒカリ！新たなる冒険に向かって！!  | Satoshi to Hikari! Arata-naru bouken ni mukatte!! | 27 septembre 2007     |
| Note : Cet épisode n'a pas été diffusé à la télévision française. |                                                       |                                            |                                                   |                       |
| 515 | Aurore à l'aube d'une éventuelle victoire.            | ポケモンコンテスト！ヨスガ大会！！         | Pokémon Kontesto! Yosuga Taikai!!                 | 4 octobre 2007        |
| Aurore participe au concours pokémon d'Unionpolis, son premier concours en double. Quant à Sacha, il désire affronter le champion de l'arène, mais il est vite déçu. |                                                       |                                            |                                                   |                       |
| 516 | Une drôle d'équipe                                    | 全員参加！タッグバトル！！！！             | Zenin Sanka! Taggu Batoru!!!!                     | 4 octobre 2007        |
| 517 | S'enflammer pour la gloire.                           | ヒコザルVSザングース！運命のバトル！！     | Hikozaru Buiesu Zangūsu! Unmei no Batoru!!        | 18 octobre 2007       |
| 518 | Il y a comme un esprit d'équipe dans l'air.           | タッグバトル！ファイナル！！               | Taggu Batoru! Fainaru!!                           | 25 octobre 2007       |

### DP - Battle Dimension
| No | Titre français                                      | Titre japonais                                   | Titre japonais                                     | Date de 1re diffusion |
| No | Titre français                                      | Kanji                                            | Rōmaji                                             | Date de 1re diffusion |
| --- | --------------------------------------------------- | ------------------------------------------------ | -------------------------------------------------- | --------------------- |
| 519 | Les larmes de Ouisticram                            | ヒコザルの涙！                                   | Hikozaru no namida!                                | 8 novembre 2007       |
| 520 | Des plantes et des hommes                           | ナタネとサボネア！さよならは誰ため！             | Natane to Sabonea! Sayonara wa dare no tame!       | 15 novembre 2007      |
| Nos amis retrouvent Flo et la Team Rocket débarque. Flo propose à James d'entrainer son Cacnéa pour qu'il devienne plus fort. La bande à Sacha propose aussi son aide, l'entrainement donnant peu d'amélioration, James pensant avant tout au bien de son pokémon, fini par accepter la proposition de Flo, et se sépare de Cacnéa. |                                                     |                                                  |                                                    |                       |
| 521 | L'échange                                           | エイパムとブイゼル！それぞれの道!!               | Aipamu to Buizel! Sorezore no michi!!              | 22 novembre 2007      |
| Le pokégroupe retrouve Zoé. Lors de l'entrainement, le Capumain de Sacha montre un désir pour les concours et le Mustéboué d'Aurore montre qu'il préfère les matchs d'arènes. Zoé propose qu'ils fassent un échange |                                                     |                                                  |                                                    |                       |
| 522 | La vengeance de Spiritomb                           | ミカルゲの要石！                                 | Mikaruge no kanameishi!                            | 29 novembre 2007      |
| Nos amis détruisent par accident un autel dans lequel était enfermé un Spiritomb très puissant. Sacha et Pikachu vont tout faire pour le piéger dans l'autel à nouveau. |                                                     |                                                  |                                                    |                       |
| 523 | Trois jours pour un pont                            | ビーダルは知っていた！                           | Biidaru wa shitte-ita!                             | 29 novembre 2007      |
| 524 | Le mont de l'évolution                              | ダイノーズ！熱き魂!!                             | Dainōsu! Atsuki tamashi!!                          | 6 décembre 2007       |
| 525 | Plein la vue                                        | レントラーの瞳！                                 | Rentorā no hitomi!                                 | 13 décembre 2007      |
| 526 | D'étranges Zarbis                                   | ズイの遺跡のアンノーン！                         | Zui no iseki no Annōn!                             | 20 décembre 2007      |
| Sacha et ses amis découvrent un temple dans lequel des Zarbis vivent. Capumain évolue en Capidextre |                                                     |                                                  |                                                    |                       |
| 527 | Un numéro trop parfait                              | ポケモンコンテスト！ズイ大会!!                   | Pokemon Contest! Zui taikai!!                      | 20 décembre 2007      |
| Aurore s'est entrainée dur avec Capidextre pour ce concours pokémon, mais c'est Jessie qui le remporte face à Kenny |                                                     |                                                  |                                                    |                       |
| 528 | Le café des demoiselles                             | メイドカフェのミルタンク!                        | Meido Kafe no Mirutanku !                          | 10 janvier 2008       |
| 529 | Un bon bain bien chaud                              | ウリムートリオと湯けむりバトル!!                 | Urimū Torio to Yukemuri Batoru!!!                  | 17 janvier 2008       |
| 530 | Les ailes du changement                             | グライオンとグライガー！風の迷路をぬけて！       | guraion to Guraigā! Kaze no Meiro wo Nukete!       | 24 janvier 2008       |
| 531 | Le pokémon des sables                               | パチリスはカバルドンの口の中!?                   | Pachirisu wa Kabarudon no Kuchi no Naka!?          | 31 janvier 2008       |
| 532 | Une championne en proie au doute                    | ルカリオ! 怒りのはどうだん!!                     | Rukario! Ikari no Hadōdan!!                        | 7 février 2008        |
| Nos amis rencontrent Mélina, la championne qui éprouve des difficultés dans son rôle. Aurore décide de l'affronter. |                                                     |                                                  |                                                    |                       |
| 533 | Aurore se jette dans l'arène                        | ヒカリはじめてのジムバトル!!                     | Hikari Hajimete no Jimu Batoru                     | 14 février 2008       |
| Pour son premier match d'arène, Aurore utilise Laporeille, Capidextre et Tiplouf face aux pokémon de Mélina. Hélas elle perd, mais réussit à redonner le moral à Mélina pour son combat avec Sacha. |                                                     |                                                  |                                                    |                       |
| 534 | Un match trois sur trois                            | トバリジム! ルカリオ対ブイゼル!!                 | Tobari Jimu! Rukario tai Buizeru!!                 | 28 février 2008       |
| Sacha gagne son troisième badge de Sinnoh, le badge Pavé, contre Mélina (Type Combat). |                                                     |                                                  |                                                    |                       |
| 535 | La Team Galaxie                                     | ステキファッション! その名はギンガ団!!           | Suteki Fasshon! Sono na wa Ginga Dan!!             | 6 mars 2008           |
| 536 | La chorale pokémon                                  | シャンとしてリーシャン!                          | Shan toshite Rīshan!                               | 13 mars 2008          |
| 537 | Pokémon Ranger : L'enlèvement de Riolu - 1re partie | ポケモンレンジャー! 波導のリオル!!（前編）       | Pokémon Renjā! Hadō no Rioru!! (Zenpen)            | 20 mars 2008          |
| 538 | Pokémon Ranger : L'enlèvement de Riolu - 2e partie  | ポケモンレンジャー! 波導のリオル!!（後編）       | Pokémon Renjā! Hadō no Rioru!! (Kōhen)             | 20 mars 2008          |
| 539 | A la croisée des chemins                            | さよならドクケイル!                              | Sayounara Dokukeiru!                               | 3 avril 2008          |
| À la saison des amours, Jessie décide de laisser son Papinox avec son amoureux |                                                     |                                                  |                                                    |                       |
| 540 | Pikachu et Goliath                                  | ピカチュウ! ライチュウ! 進化への道!!             | Pikachū! Raichū! Shinka he no Michi!!              | 3 avril 2008          |
| 541 | La coupe est pleine                                 | コンテストマスター・ミクリ登場!!                 | Kontesuto Masutā Mikuri Toujou!!                   | 17 avril 2008         |
| Le pokégroupe fait la rencontre de Marc, un coordinateur exceptionnel et de son Milobellus |                                                     |                                                  |                                                    |                       |
| 542 | Un double pour plat chaud                           | レストラン七つ星! タッグバトルでフルコース!!     | Resutoran Nanatsuboshi! Taggu Batoru de Furukōsu!! | 24 avril 2008         |
| Sacha et Pierre retrouvent Flora, qui vient de Johto pour participer au concours pokémon de la coupe Marc. Aurore retrouve peu à peu confiance en elle. |                                                     |                                                  |                                                    |                       |
| 543 | Bienvenue au festival des héros                     | みんなライバル! ミクリカップ!!                   | Minna Raibaru! Mikuri Kappu!!                      | 8 mai 2008            |
| Au concours pokémon de la coupe Marc, Aurore, Zoé, Flora et même Sacha participent tous dans le but de gagner. |                                                     |                                                  |                                                    |                       |
| 544 | Le prix de l'amitié                                 | 激闘! それぞれのバトル!!                         | Gekisen! Sorewore no Batoru                        | 8 mai 2008            |
| 545 | Une stratégie payante                               | 決戦! ヒカリ対ハルカ!!                           | Kessen! Hikari tai Haruka!!                        | 15 mai 2008           |
| La finale du concours voit s'opposée Flora à Aurore. Celle-ci remporte son deuxième ruban. |                                                     |                                                  |                                                    |                       |
| 546 | Un air de déjà vu                                   | ヤンヤンマ!ゲット作戦!!                          | Yanyanma! Getto Daisakusen!!                       | 22 mai 2008           |
| Nos amis rencontrent Tyler, un jeune dresseur qui désire capturer un Yanma. Mais la Team Rocket intervient et le capture avant lui. Jessie garde le Yanma, qui devient un Yanmega. |                                                     |                                                  |                                                    |                       |
| 547 | Un Ouisticram tout feu tout flamme                  | 灼熱のヒコザル!                                  | Shakunetsu no Hikozaru!                            | 29 mai 2008           |
| 548 | Le Festival Cradopaud                               | ノモセ大湿原のグレッグル祭り!?                   | Nomose Daishitsugen no Guregguru Matsuri!?         | 5 juin 2008           |
| 549 | Une équipe soudée                                   | ノモセジム! VSマキシマム仮面!!                   | Nomose Jimu! Buiesu Makishimamu Kamen!!            | 19 juin 2008          |
| Sacha gagne son quatrième badge de Sinnoh, le badge Palustre, contre Lovis (Type Eau). |                                                     |                                                  |                                                    |                       |
| 550 | Une faim de Marcacrin                               | ウラヤマさんちの大食いウリムー!                  | Urayama-san chi no ōgui Urimū!                     | 3 juillet 2008        |
| 551 | Vaincre ses peurs                                   | グライガー! 友情の翼!!                           | Kuraigā! Yūjō no Tsubasa!!                         | 3 juillet 2008        |
| 552 | Question de style !                                 | ヨスガコレクション！ポケモンスタイリストへの道!! | Yosuga Korekushon! Pokémon Sutairisuto e no Michi  | 10 juillet 2008       |
| 553 | Psykokwak protège les siens !                       | コダックの通せんぼ！                             | Kodakku no Tōsenbo!                                | 24 juillet 2008       |
| 554 | La rentrée des classes                              | ポケモンサマースクール開講!!                     | Pokemon Samā Sukūru Kaikō!!                        | 7 août 2008           |
| 555 | À voir de près !                                    | 研究発表『湖の伝説』!                            | Kenkyū happyō mizuumi no densetsu!                 | 14 août 2008          |
| 556 | Esprit maléfique !                                  | 放課後はゴーストタイム!?                         | Hōkago ha gōsuto taimu!?                           | 21 août 2008          |
| 557 | Classe rouge, classe bleue !                        | 最後の大勝負!ポケモントライアスロン!!            | Saigo no ōshōbu ! Pokemon toraiasuron!!            | 28 août 2008          |
| 558 | La Team Rocket récidive                             | 原点回帰だ！ロケット団！                         | Genten kaiki da Roketto-Dan!?                      | 4 septembre 2008      |
| 559 | Une rencontre inespérée                             | 踊るジムリーダー！メリッサ登場!!                 | Odoru jimu rīdā! Merissa tōjō!!                    | 11 septembre 2008     |
| 560 | Docteur Pierre                                      | パチリスお熱です！2人でお留守番!?                | Pachirisu onetsu desu! Futari de orusuban!?        | 25 septembre 2008     |
| 561 | Franchir le fossé des générations                   | ポケモンコンテスト！カンナギ大会!!               | Pokémon contesuto! Kannagi taikai!!                | 25 septembre 2008     |
| Aurore participe au concours pokémon de Célestia. En finale, elle se retrouve face à Lyla et son Delcatty. Aurore remporte son troisième ruban. |                                                     |                                                  |                                                    |                       |
| 562 | L'orbe perlé                                        | ギンガ団襲撃!! (前編)                            | Ginga-Dan shūgeki!! (Zenpen)                       | 2 octobre 2008        |
| 563 | La quête de la Team Galaxie                         | ギンガ団襲撃!! (後編                             | Ginga-Dan shūgeki!! (Kōhen)                        | 2 octobre 2008        |
| 564 | Le monstre à l'écharpe                              | 浮かぶ未確認怪物！？                             | Ukabu mikakunin kaibutsu!?                         | 16 octobre 2008       |
| 565 | Une amitié retrouvée                                | 四天王リョウ！出会いと別れの森！                 | Shitennou Ryō! Deai to wakare no mori!             | 23 octobre 2008       |
| 566 | La dure loi de l'évolution                          | ナエトル、ハヤシガメ…そしてドダイトス！          | Naetoru, Hayashigame... Soshite Dodaitosu!         | 30 octobre 2008       |
| 567 | Barry, un adversaire trop sûr de lui                | ライバルトレーナー・ジュン登場！！               | Raibaru torēnā Jun tōjō!!                          | 6 novembre 2008       |
| 568 | Un bouclier à l'épreuve des flammes                 | ヨスガジム戦！VSメリッサ!!                       | Yosuga jimu sen! Buiesu Merissa!!                  | 13 novembre 2008      |
| Sacha gagne son cinquième badge de Sinnoh, le badge Fantôme, contre Kiméra (Type Spectre). |                                                     |                                                  |                                                    |                       |
| 569 | Miaouss joue un double jeu                          | 混戦混乱ミオシティ！                             | Kousen konran Mio Shiti!                           | 20 novembre 2008      |
| 570 | Nuits blanches à Joliberges                         | クレセリアVSダークライ！                         | Kureseria Buiseu Dākurai!                          | 4 décembre 2008       |

### DP - Combats Galactiques
| No | Titre français                         | Titre japonais                                     | Titre japonais                                          | Date de 1re diffusion |
| No | Titre français                         | Kanji                                              | Rōmaji                                                  | Date de 1re diffusion |
| --- | -------------------------------------- | -------------------------------------------------- | ------------------------------------------------------- | --------------------- |
| 571 | Motisma, un Pokémon bien malicieux !   | 羊羹とロトム！                                     | Yōkan to Rotomu!                                        | 4 décembre 2008       |
| Nos amis font la rencontre de Motisma, un pokémon malicieux qui a le pouvoir de prendre le contrôle d'objet et qui aime faire des farces de très mauvais goût. |                                        |                                                    |                                                         |                       |
| 572 | Sauve qui peut !                       | ポケモンと仲良くなる方法!?                         | Pokémon to Nakayoku Naru Houhou!?                       | 11 décembre 2008      |
| Le comportement de Cochignon devient difficile et Aurore a du mal à le dresser. La Team Rocket tente une fois de plus de capturer les pokémon du pokégroupe.   |                                        |                                                    |                                                         |                       |
| 573 | Une affaire de famille !               | ラムパルドVSトリデプス!                            | Ramuparudo VS Toridepusu!                               | 18 décembre 2008      |
| Sacha veut affronter le champion de l'arène, Charles. Mais un conflit familial avec son fils Pierrick surgit.                                                  |                                        |                                                    |                                                         |                       |
| 574 | L'art de la défense !                  | ミオジム戦！はがねのバトル！！                     | Mio gymu sen ! Hagane Battoru                           | 25 décembre 2008      |
| Sacha gagne son sixième badge de Sinnoh, le badge Mine, contre Charles (Type Acier).                                                                           |                                        |                                                    |                                                         |                       |
| 575 | Perdus dans les égouts !               | 迷子のホエルコ！                                   | Maigo no Hoeruko!                                       | 8 janvier 2009        |
| 576 | L'étrange mal !                        | ゲンとルカリオ！                                   | Gen to Rukario                                          | 15 janvier 2009       |
| 577 | Les vestiges de l'île de Fer !         | 鋼鉄島の遺跡！                                     | Koutetsu-jima no Iseki!                                 | 22 janvier 2009       |
| 578 | Les naufragés pokémon !                | ピカチュウ・ポッチャマ漂流記                       | Pikachu Pochama Hyouryuuki!                             | 29 janvier 2009       |
| 579 | Jour de chance !                       | いたずらフィオネ！                                 | Itazura Phione                                          | 5 février 2009        |
| 580 | Le concours de Chocoliane !            | ポケモンコンテスト！アケビ大会！！                 | Pokémon Contest! Akebi Taikai!!                         | 12 février 2009       |
| Aurora remporte son quatrième ruban contre Ursula. |                                        |                                                    |                                                         |                       |
| 581 | Un pokémon trop bavard !               | ワイルドジュンサーと相棒ペラップ！                 | Wild Junsaa to Aibou Perap!                             | 19 février 2009       |
| 582 | Pris dans la glace !                   | 吹雪の中のユキメノコ！                             | Fubuki no Naka no Yukimenoko!                           | 26 février 2009       |
| 583 | Le roi du vermicelle !                 | ロケット団解散！？                                 | Rocket-dan Kaisan!?                                     | 5 mars 2009           |
| 584 | Le grand tournoi de Pokévolanneau !    | ポケリンガ！天空大決戦！！                         | Poké Ringer! Tenkuu Dai Kessen!!                        | 12 mars 2009          |
| 585 | Seule dans la forêt !                  | ポケリンガ！マムーVSボスゴドラ！！                 | Gekitotsu! Mammoo VS Bossgodora!!                       | 26 mars 2009          |
| 586 | Les étranges Créatures ! Les Pokémon ! | ふしぎないきもの ポケットモンスター！              | Fushigina Ikimono Pocket Monsters!!!                    | 26 mars 2009          |
| Note : Cet épisode n'a pas été diffusé à la télévision française.                                                                                              |                                        |                                                    |                                                         |                       |
| 587 | Un Blizzi bien solitaire !             | さびしがりやのユキカブリ！                         | Sabishigariya no Yukikaburi!                            | 2 avril 2009          |
| 588 | La dure loi de l'évolution !           | 進化！その時ポッチャマは！？                       | Shinka! Sonotoki Pochama wa!?                           | 2 avril 2009          |
| 589 | Adversaire pour la vie !               | ポケモンコンテストタツアミ大会開催                 | Pokémon contest Tatsuami taikai kasai                   | 16 avril 2009         |
| 590 | Le tournoi de ping-pong pokémon !      | ポケモンピンポン開催                               | Pokémon pinpon kaisai                                   | 23 avril 2009         |
| 591 | Une adorable dresseuse !               | チェリンボ！けなげなバトル！？                     | Cherinbo! Kenage na Battle!?                            | 30 avril 2009         |
| 592 | Retour sur les bancs de l'école !      | トレーナーズスクールのスズナ先生！                 | Trainers' School no Suzuna-sensei!                      | 7 mai 2009            |
| 593 | Le septième badge                      | キッサキジム！ 氷のバトル！！                      | Kissaki Gym! Ice Battle!                                | 14 mai 2009           |
| Sacha gagne son septième badge de Sinnoh, le badge Glaçon, contre Gladys (Type Glace).                                                                         |                                        |                                                    |                                                         |                       |
| 594 | Glaciales retrouvailles !              | バトルピラミッド!シンジvsジンダイ                  | Battle Pyramid! Shinji VS Jindai!!                      | 21 mai 2009           |
| 595 | Les piliers de l'amitié !              | 復活のレジギガス!J再び!!                           | Fukkatsu no Regigigas! J Futatabi!!                     | 28 mai 2009           |
| 596 | Sur la bonne voie !                    | デンリュウ列車！ハンサム登場！                     | Denryu Ressha! Handsome Toujou!!                        | 4 juin 2009           |
| 597 | Rencontre au sommet !                  | フルバトル! シンジ VS サトシ！！ （前編）          | Full battle ! Satoshi VS Shinji !! (Zenpen)             | 11 juin 2009          |
| 598 | Stratégies et évolution !              | フルバトル! シンジ VS サトシ！！ （後編）          | Full battle ! Satoshi VS Shinji !! (Kōhen)              | 18 juin 2009          |
| 599 | L'ombre de la légende !                | ユクシーの影！                                     | Yuxie no Kage                                           | 25 juin 2009          |
| 600 | Sauver la forêt !                      | 森の王者！モジャンポ！！                           | Mori no Ouja! Mojumbo!!                                 | 2 juillet 2009        |
| 601 | Le Charivari pokémon !                 | 全員参戦 ! ポケモンハッスル !                      | Zen'in Sansen! Pokémon Hustle!!                         | 9 juillet 2009        |
| 602 | L'opération secrète                    | テンガン山の遺跡 ! ギンガ団の陰謀                  | Tengan-zan no Iseki ! Ginga-dan no Inbou                | 23 juillet 2009       |
| 603 | Rivalité amoureuse !                   | マリル, ポッチャマ, エレキッド !                   | Mariru, Pochama, Elekid!                                | 6 août 2009           |
| 604 | Duel mère-fille !                      | ヒカリVSママ！親子対決！！                         | Hikari VS Mama! Oyako Taiketsu!!                        | 13 août 2009          |
| 605 | L'usurpateur !                         | オーキド博士を救出せよ！ニョロトノVSグレッグル！！ | Okido-hakase o Kyuushutsu seyo! Nyorotono VS Gureggru!! | 20 août 2009          |
| 606 | Un mystère de taille !                 | ネイティ、ネイティオ…不思議な森！                  | Naty, Natio… Fushigina Mori!                            | 27 août 2009          |
| 607 | Dans la cour des grands !              | タワータイクーン！その男、クロツグ！！             | Tower Tycoon! Sono Otoko, Kurotsugu!!                   | 3 septembre 2009      |
| 608 | Un Togépi facétieux !                  | 史上最悪のトゲピー！                               | Shijou Saiaku no Togepy!                                | 10 septembre 2009     |
| 609 | Qui vole un œuf... vole un œuf !       | ジョウトフェスタ！チコリータとワニノコ登場！！     | Jouto Festa! Chicorita to Waninoko Toujou!!             | 17 septembre 2009     |
| 610 | Panne de courant !                     | ダンジョン攻略！？谷間の発電所！                   | Dungeon Kouryoku!? Tanima no Hatsudensho!               | 17 septembre 2009     |
| 611 | A la pêche au Griknot !                | フカマル…ゲットだぜ！！                            | Fukamaru… Get da ze!!                                   | 1er octobre 2009      |
| 612 | Déguisé pour gagner !                  | ポケモンコンテスト！スイレン大会！！               | Pokémon Contest! Suiren Taikai!!                        | 1er octobre 2009      |
| 613 | Un combat pour dire au revoir !        | サトシとヒカリ!タッグバトル!!                      | Satoshi to Hikari! Taggu Batoru !!                      | 15 octobre 2009       |
| 614 | Une histoire de famille !              | ムウマとヤミカラスとやみのいし                     | Mūma to Yamikarasu to Yami no Ishi !                    | 22 octobre 2009       |
| 615 | Les meilleurs amis du monde !          | ピカチュウポッチャマくっつかないで                 | Pikachū Pocchama Kuttsuka nai de !!                     | 29 octobre 2009       |
| 616 | Mission de secours !                   | 赤い鎖! ギンガ団始動!!                             | Akai Kusari! Ginga-dan Shidō !!                         | 5 novembre 2009       |
| 617 | Un appel à l'aide !                    | アグノム·ユクシー·エムリット !                     | Agunomu, Yukushii, Emuritto !                           | 12 novembre 2009      |
| 618 | Un combat pour la vie !                | ディアルガとパルキア- 最後の戦い !                 | Diaruga to Parukia - Saigo no Tatakai!                  | 12 novembre 2009      |
| 619 | Un coffre très convoité !              | 危険がいっぱい! コジロウの宝箱!                    | Kiken ga Ippai, Kojirō no Takarabako !                  | 26 novembre 2009      |
| 620 | Un Scorvol au vent !                   | エアバトルマスター登場 - グライオンVSハッサム !    | Ea Batoru Masutā Tōjō - Glion VS Hassamu !              | 3 décembre 2009       |
| 621 | Deux championnes à l'entraînement !    | ダブルバトル! マンムーとヒノアラシ !               | Daboru Batoru ! Manmuu to Hinoarashi !                  | 10 décembre 2009      |
| 622 | Un Griknot très prometteur !           | フカマルとりゅうせいぐん!!                         | Fukamaru to Ryūseigun!!                                 | 17 décembre 2009      |
| 623 | Griknot, un pokémon glouton !          | フカマル!ゲットだぜ！！                            | Fukamaru ! Get daze !                                   | 24 décembre 2009      |

### DP - Les Vainqueurs de la Ligue de Sinnoh
| No | Titre français                                 | Titre japonais                                   | Titre japonais                                        | Date de 1re diffusion |
| No | Titre français                                 | Kanji                                            | Rōmaji                                                | Date de 1re diffusion |
| --- | ---------------------------------------------- | ------------------------------------------------ | ----------------------------------------------------- | --------------------- |
| 624 | La reprise de l'avantage                       | 爆走！ジバコイルVSメタグロス!!                   | Bakusō! Jibakoiru VS Metagurosu!!                     | 7 janvier 2010        |
| 625 | Court et percutant !                           | 唸れれいとうパンチ! ブイゼルVSバリヤード!!       | Unare Reitō Panchi! Buizeru VS Bariyādo!!             | 14 janvier 2010       |
| 626 | Une rivalité marathon                          | 燃えよカビゴン! ポケスロンの王者!!               | Moe yo Kabigon! Pokesuron no Ōja!!                    | 21 janvier 2010       |
| Sacha et les autres rencontrent Samy, un scientifique qui participe au poké-athlon. Sacha décide d'y participer aussi, naît alors une rivalité entre les deux dresseurs, qui ont des points de vue différents. |                                                |                                                  |                                                       |                       |
| 627 | Oui, Aurore, c'est Frisouille !                | 開幕! ポケモンコンテスト·アサツキ大会!!          | Kaimaku! Pokemon Kontesuto, Asatsuki Taikai!!         | 28 janvier 2010       |
| Le pokégroupe arrive à Aubeville et retrouve Ursula, en compagnie de Posipi et de Négapi. Aurore révèle avoir peur de ces deux espèces de Pokémon et de fait, se voit obligée de révéler la raison pour laquelle Kenny et Léona la surnomme "Frisouille". |                                                |                                                  |                                                       |                       |
| 628 | Tout pour la performance !                     | ダブルバトル! VSプラスル·マイナン!!              | Daburu Batoru! VS Purasuru, Mainan!!                  | 4 février 2010        |
| Aurore, Mammochon et Héricendre remportent leur cinquième ruban en gagnant d'extrême justesse la finale contre Ursula, Posipi et Négapi. |                                                |                                                  |                                                       |                       |
| 629 | Combattre le feu par la glace                  | 爆進化! ゴウカザル!!                             | Baku Shinka! Gōkazaru!!                               | 11 février 2010       |
| Le pokégroupe retrouve Barry, qui vient de remporter un match amical contre un dresseur inconnu et leur révèle qu'il a ses huit badges. Barry rencontre ensuite Paul, toujours sous les yeux du pokégroupe. Paul décline sa proposition qu'ils disputent un match, ce dont Barry rêve depuis qu'il a assisté à sa performance lors du tournoi d'Unionpolis. Barry propose alors à Sacha de l'affronter. Ce dernier accepte. Paul assiste au combat à leur insu. La manche Pingoléon Vs Chimpenfeu est interrompue par la Team Rocket qui capture Pikachu, Tiplouf et Pingoléon après avoir emprisonné le pokégroupe et Barry dans des ballons en caoutchouc. Chimpenfeu, qui avait été projeté au loin par Pingoléon durant leur affrontement, échappe à la capture. Il revient sur les lieux en faisant activer sa capacité spéciale et cette fois, il parvient à la maîtriser. Après avoir libéré les dresseurs, il évolue en Simiabraz et expédie le trio Rocket au loin tandis que Paul envoie Élektek libérer les pokémon emprisonnés. Paul reconnaît que Simiabraz devient de plus en plus fort depuis qu'il l'a relâché. Il s'en va après avoir fait promettre à Sacha que ce dernier utilisera Simiabraz lors de leur prochain match : celui de la ligue Sinnoh. |                                                |                                                  |                                                       |                       |
| 630 | En avant Tiplouf                               | ポッチャマはぐれる!                              | Pocchama Hagureru!                                    | 18 février 2010       |
| 631 | Flint ranime la flamme !                       | 四天王オーバとジムリーダー・デンジ！             | Shi Tennō Ōba to Jimu Rīdā, Denji!                    | 25 février 2010       |
| 632 | La disparition de la Tour Rivamar !            | 発進！ナギサタワー!!                             | Hasshin! Nagisa Tawā!!                                | 4 mars 2010           |
| 633 | La leçon de l'élève au professeur !            | 海辺のポケモンスクール!                          | Umibe no Pokemon Sukūru!                              | 11 mars 2010          |
| Sacha et ses amis font un séminaire à la place de Johanna sur les pokémon. Celle-ci remplace l'infirmière Joëlle dans le jury du concours pokémon, dans lequel participe Jessie. |                                                |                                                  |                                                       |                       |
| 634 | Garder la forme !                              | 飛べシェイミ！空の彼方へ!!                       | Tobe Shieimi! Sora no Kanata e!!                      | 18 mars 2010          |
| Sacha et Co rencontrent Sully, un pokémon ranger qui doit mettre la main sur un Heatran spécial pour le conduire en lieux sûr. |                                                |                                                  |                                                       |                       |
| 635 | Pokémon Ranger : Le sauvetage d'Heatran !      | ポケモンレンジャー！ヒードラン救出作戦!!         | Pokemon Renjā! Hīdoran Kyūshutsu Sakusen!!            | 18 mars 2010          |
| 636 | Une opération d'élite !                        | 四天王キクノ！カバルドンVSドダイトス！！         | Shitennou Kikuno ! Kabarudon VS Dodaitosu !!          | 1er avril 2010        |
| 637 | L'Aurore d'une journée royale !                | トゲキッス舞う！王女さまのポケモンコンテスト！！ | Togekissu mau ! Oujo-sama no pokemon kontesuto !!     | 1er avril 2010        |
| Aurore échange sa place avec la princesse Salvia, pour que celle-ci puisse participer au concours pokémon avec son Togekiss femelle. Elle gagne le concours non sans mal contre Jessie mais elle lui donne quand même le ruban. Elle donne ensuite son Togekiss à Aurore, pour la remercier et parce qu'elle souhaite voir le Pokémon participer au Grand Festival, afin que le pokémon n'ait aucune frustration. |                                                |                                                  |                                                       |                       |
| 638 | Avec une grâce toute naturelle !               | トゲキッス！華麗なるバトル！                     | Togekissu! Kareina ru batoru!!                        | 15 avril 2010         |
| Aurore fait plus ample connaissance avec son Togekiss en l'entraînant. Elle découvre que le pokémon refuse d'utiliser ses attaques sans faire d'effets de style, ce qui fait qu'elle met plus de temps à obéir à sa nouvelle dresseuse. |                                                |                                                  |                                                       |                       |
| 639 | Le drame du féroce double Métamorph !          | メタモン・へんしんバトル！本物はドッチ～ニョ!?   | Metamon, henshin batoru! Honmono wa Docchi - Nyo!?    | 22 avril 2010         |
| 640 | Dernier appel, première manche !               | グランドフェスティバル開幕! 炎と氷のアート!!     | Gurando festibaru, kaimaku ! Honoo to kori no aato !! | 29 avril 2010         |
| Le moment attendu est arrivé, c'est le début du grand festival. Aurore, Zoé, Nando, Ursula et Jessie remportent la phase d'exhibition et se qualifient pour l'épreuve suivante. Le Sancoki et l'Écayon de Zoé ont évolué en Tritosor et en Luminéon. Nando dévoile posséder un Altaria et un Crikzik (non content d'avoir un Mélokrik depuis le concours d'Unionpolis). Ursula dévoile posséder deux Évolis qu'elle fait évoluer en Pyroli et en Aquali durant sa démonstration. Kenny est éliminé, son starter (qui est maintenant à sa dernière forme d'évolution: Pingoléon) et son Mustéflott ayant raté leur dernier combo d'attaques. |                                                |                                                  |                                                       |                       |
| 641 | Les opposés s'attirent !                       | マンムー、パチリス！決めろ氷のシャンデリア!!     | Manmū, Pachirisu! Kime ro kōri no shanderia!!         | 6 mai 2010            |
| Pour ce grand festival, le premier match voit opposer Aurore à Ursula. Mammochon et Pachirisu gagnent avec difficulté contre Carmache et Pyroli |                                                |                                                  |                                                       |                       |
| 642 | La révélation du festival !                    | セミファイナル！決勝へ進むのは!?                 | Semi fainaru! Kesshō e susumu no ha!?                 | 13 mai 2010           |
| Cet épisode est consacré aux demi-finales. Zoé Vs Nando et Aurore Vs Jessie. L'affrontement Zoé Vs Nando a lieu en premier. Zoé révèle avoir fait évoluer son Feuforêve en Magirêve et l'utilise en duo avec son Phyllali contre le Lockpin et le Mélokrik de Nando. Elle remporte difficilement la victoire. Vient ensuite le tour d'Aurore qui, quant à elle, remporte facilement la victoire contre Jessie, Séviper et Vortente avec Héricendre et Laporeille |                                                |                                                  |                                                       |                       |
| 643 | Un grand combat pour la victoire !             | 決戦！ヒカリVSノゾミ!!                           | Kessen! Hikari VS Nozomi!!                            | 20 mai 2010           |
| C'est la finale du Grand Festival, Zoé révèle avoir fait évoluer son Kirlia en Gallame (dévoilant ainsi l'identité masculine du pokémon). Elle l'utilise en duo avec Chaglam. Aurore utilise Tiplouf et Togekiss. À peine Aurore a-t-elle créé son premier combo que Zoé l'attaque et détruit sa stratégie en lui volant la vedette et en faisant un certain nombre de points. D'abord prise au dépourvu, Aurore se ressaisit et rattrape tant bien que mal son retard, parvenant parfois à prendre son adversaire par surprise. Zoé parvient néanmoins à rester en tête. Les rivales sont au coude à coude mais les cinq minutes finissent par être écoulées. Les résultats s'affichent alors : Zoé remporte la finale du Grand Festival d'extrême justesse avec seulement quelques points de plus qu'Aurore, une quasi égalité. Zoé est ainsi sacrée Top Coordinatrice de Sinnoh. |                                                |                                                  |                                                       |                       |
| 644 | Pour l'amour de Miaouss !                      | さよならロケット団！ニャースの恋!?               | Sayonara roketto-dan! Nyāsu no koi!?                  | 27 mai 2010           |
| 645 | La huitième merveille du monde de Sinnoh !     | 電撃バトル！最後のバッジ!!                       | Dengeki batoru! Saigo no bajji!!                      | 3 juin 2010           |
| 646 | Quatre routes divergent dans un port pokémon ! | サトシvsケンゴ！それぞれの船出!!                 | Satoshi VS Kengo! Sorezore no funade!!                | 10 juin 2010          |
| Le pokégroupe retrouve Kenny au port de Rivamar. Étant amoureux d'Aurore, ce dernier semble vouloir se rapprocher d'elle puisqu'il lui propose de voyager avec lui à partir de maintenant. Aurore refuse, préférant suivre sa propre voie. À la suite d'un incident survenu lors de l'entraînement du Mustebouée de Sacha et impliquant le Pingoléon de Kenny, Sacha et Kenny disputent leur dernier match. Celui-ci se termine par une victoire de Pingoléon. Kenny prend le bateau peu après et disparaît, après qu'Aurore et lui se sont promis qu'ils s'écriraient. Aurore se demande s'ils se reverront un jour. |                                                |                                                  |                                                       |                       |
| 647 | La chasse au trésor de Cornil !                | トレジャーハンター・バクとヤジロン               | Torejā hantā - Baku to Yajiron!                       | 17 juin 2010          |
| 648 | Réunion de famille !                           | 熱戦前夜！サトシのポケモン大集合!!               | Nessen Zenya! Satoshi no Pokemon Daishūgō!!           | 24 juin 2010          |
| Sacha fait le point avec ses pokémon résidant actuellement chez le professeur Chen concernant leur entraînement au laboratoire ainsi que sur leurs nouvelles attaques. Le trio Rocket profite du transfert des pokéballs pour les voler mais lepPokégroupe découvre la supercherie et sabote leur quad, ce qui envoie les pokéballs se disperser un peu partout. Sacha les retrouve vides, mais il ne tarde pas non plus à retrouver ses pokémon les uns après les autres sauf Héricendre. Le trio Rocket, équipé d'un nouveau mécha multi-résistant tombe sur ce dernier et l'agresse, cherchant à le sectionner en deux. Sacha s'en aperçoit et envoie ses autres pokémon détruire le mécha, en vain. Héricendre évolue alors en Feurisson et apprend ainsi l'attaque Éruption, grâce à laquelle il parvient à éjecter le trio vers d'autres cieux. |                                                |                                                  |                                                       |                       |
| 649 | La Ligue de Sinnoh se déchaîne !               | 開幕！シンオウリーグ・スズラン大会!!             | Kaimaku! Shin'ō Rīgu - Suzuran Taikai!!               | 1er juillet 2010      |
| Sacha affronte en premier Nando et gagne avec Étouraptor, Feurisson et Scarhino. Nando utilise Roserade et Mélokrik, et dévoile posséder un Armaldo. Feurisson révèle connaître l'attaque Aéropique, Scarhino les attaques Blabla Dodo et Mitra-Poing. Barry informe le pokégroupe qu'un dresseur mystérieux et inquiétant est parvenu à vaincre facilement un Mackogneur grâce au pokémon légendaire Darkrai. |                                                |                                                  |                                                       |                       |
| 650 | Bas-les-pattes, René !                         | シンオウリーグ三回戦！シンジ対ジュン!!           | Shin'ō Rīgu Sankai Sen! Shinji tai Jun!!              | 15 juillet 2010       |
| Sacha vainc le Groret d'une dresseuse inconnue avec Ronflex lors du deuxième tour, se qualifiant ainsi pour le troisième tour. Paul, René, Conway et le dresseur au Darkrai se qualifient également. Le troisième tour oppose Paul à Barry et Sacha à Conway. Le premier match du troisième tour commence avec Paul contre Barry. Le Maganon de Paul bat aisément l'Airmure que Barry dévoile posséder, après que le pokémon Armoiseau a mis l'équipe de Paul en difficulté avec l'attaque Picots. L'Ursaring de Paul arrive à vaincre cette fois non sans mal le Kicklee (lui aussi nouvellement dévoilé) adverse. Cependant Pierre comprend que la capacité spéciale de cet Ursaring est Cran. Celle-ci s'active en effet à la suite de l'attaque Picots et, grâce à une combinaison avec l'attaque Gonflette, la puissance d'attaque du pokémon devient énorme. Ce qui lui permet de mettre Kicklee KO. La dernière manche révèle que l'Élektek de Paul est devenu un puissant Élekable et qu'il connaît maintenant l'attaque Giga Impact. Il terrasse littéralement le Pingoléon de Barry, éliminant ce dernier de la ligue. |                                                |                                                  |                                                       |                       |
| 651 | Questions de mouvements !                      | 恐怖のトリックルーム！サトシ対コウヘイ!!         | Kyōfu no Torikku Rūmu! Satoshi tai Kōhei!!            | 22 juillet 2010       |
| Peu avant le match, Sacha s'entraîne avec Simiabraz, Oniglali et Torterra. Simiabraz se mesure au Simularbre de Pierre et apprend Boutefeu, éjectant ainsi son adversaire. Sacha affronte ensuite Conway et utilise Donphan, Griknot et Noarfang avec lesquels il réussit à gagner de justesse. Noarfang connaît les attaques Extrasenseur, Pique et Lame d'Air et triomphe du Coudlangue adverse après avoir évité de peu une attaque Tonnerre. Griknot parvient à maîtriser son Draco météor. Ce qui contribue à la victoire du pokémon dragon sur le Caratroc et le Noctunoir de Conway, et ce malgré l'attaque Distorsion utilisée par Noctunoir. Sacha est qualifié pour les quarts, ainsi que Paul et le dresseur au Darkrai. Le prochain match de Sacha (6 contre 6) sera contre Paul. |                                                |                                                  |                                                       |                       |
| 652 | Stratégie à six !                              | ライバル決戦！サトシ対シンジ!!                   | Raibaru Kessen! Satoshi tai Shinji!!                  | 5 août 2010           |
| Le dernier quart de finale oppose Sacha à Paul. Peu avant le match, Scorvol arrive dans la Vallée du Lys par les airs. Il a appris Lame de Roc chez le Maître de l'Air. Paul explique à Aurore la raison pour laquelle il en veut à Sacha. Le match commence sur ces révélations. Le Galegon de Paul a évolué en Galeking et tient aisément tête à Pikachu. Simiabraz remplace le pokémon souris et met le pokémon Roche/Acier hors combat avec Mach Punch. Pierre fait remarquer que la capacité spéciale de Galeking est Tête de Roc car il n'a pas été blessé par une attaque Damoclès utilisée sur Simiabraz. Tritosor est utilisé pour épuiser Étouraptor qui est rappelé et Mustebouée met KO le pokémon Aqualimace avec une attaque Poinglace. Mais Paul n'a pas dit son dernier mot. Il sort à présent un Drascore qui prend Mustebouée au piège à l'aide de ses pinces. |                                                |                                                  |                                                       |                       |
| 653 | Le choc des rivaux !                           | ライバル決戦！サトシ対シンジ!!                   | Gekitou Full Battle! Satoshi tai Shinji!!             | 12 août 2010          |
| La manche Mustebouée contre Drascore a commencé. Malgré une astuce de Sacha pour libérer son pokémon des pinces de l'adversaire, ce dernier le met rapidement KO après avoir fait appel à l'attaque Pics Toxics pour faire souffrir les pokémon de Sacha en cas de switch. Drascore vient également à bout d'Étouraptor et de Torterra avec une grande facilité malgré la défense de Torterra et l'immunité d'Étouraptor à Pics Toxic. Paul change ensuite de pokémon et utilise Ninjask, qui prend Scorvol de vitesse, le perturbant. Simiabraz remplace Scorvol et malgré la vitesse surélevée de Ninjask, il parvient à le mettre hors combat et à annuler l'attaque Pics Toxics. Paul envoie Momartik contre Pikachu et lui fait utiliser Grêle afin que la capacité spéciale Rideau Neige du pokémon glace s'active, ce qui a pour effet d'augmenter son esquive aux attaques de Pikachu. Bien qu'un Laser Glace l'ait presque vaincu, le pokémon électrique se libère de son cercueil de glace et bat le pokémon Enneigement avec une attaque Queue de Fer. La manche suivante oppose Drascore à Scorvol. |                                                |                                                  |                                                       |                       |
| 654 | Un combat qui dégèle les relations !           | 決着ライバルバトル！サトシ対シンジ!!             | Kecchaku Raibaru Batoru! Satoshi tai Shinji!!         | 19 août 2010          |
| Le combat entre Drascore et Scorvol fait rage. L'entrînement du pokémon Scorpivol chez le Maître de l'Air lui permet d'esquiver les attaques du pokémon Scorpogre, ce qui n'est pas le cas de ce dernier ; une attaque Crocs Feu de Scorvol le met hors combat. C'est la première fois que Mustebouée, Pikachu et Scorvol mettent chacun KO un pokémon de Paul depuis que les deux dresseurs se connaissent. Paul fait alors appel à son dernier pokémon: Élekable. Le pokémon met rapidement Scorvol et Pikachu hors combat. Il tient même tête à Simiabraz et est sur le point de l'achever. Mais alors que le pokémon Flamme épuisé est à terre, Élekable lui fait signe de se relever. Le combat reprend. La capacité spéciale de Simiabraz s'active et une combinaison avec boutefeu finit par mettre Élekable KO. Sacha remporte le match! Paul reconnaît les qualités de dresseur de Sacha et lui souhaite bonne chance. Il s'en va, annonçant qu'il compte redéfier Brandon à Frimapic. Les demi-finales opposent Sacha à Tobias, le dresseur au Darkrai. |                                                |                                                  |                                                       |                       |
| 655 | La frontière des demi-finales !                | シンオウリーグ準決勝！ダークライ登場             | Shin'ou riigu junkesshou ! Daakurai Toujou            | 26 août 2010          |
| Combat qui se finit par une large victoire de Tobias (le dresseur au Darkrai): le Jungko de Sacha réussit à battre le Darkrai de Tobias après que ce dernier a aisément vaincu Scarhino, Griknot et Chartor. Tobias utilise ensuite son Latios pour éliminer rapidement Hélédelle avant de faire match nul contre Pikachu (le sixième et dernier pokémon de Sacha). Sacha est ainsi le seul dresseur à avoir mis KO son Darkrai et son Latios, selon Tobias. Tobias a également battu son adversaire en finale, gagnant ainsi le tournoi de la Conférence de la Vallée du Lys. |                                                |                                                  |                                                       |                       |
| 656 | Pierre, Docteur Pokémon !                      | ポケモンドクター・タケシ！                       | Pokemon Dokutā - Takeshi !                            | 2 septembre 2010      |
| À bord d'un bateau, Sacha et ses amis doivent faire à des Tentacruels qui ont empoisonné des petits pokémon. Pierre s'occupe d'eux avec l'aide de son Ptiravi, qui évolue en Leveinard et apprend E-Coque. |                                                |                                                  |                                                       |                       |
| 657 | Rien que des bons souvenirs !                  | 思い出はパール！友情はダイヤモンド！！           | Omoide wa Pāru! Yūjō wa Daiyamondo!!                  | 9 septembre 2010      |
| Le trio se sépare, Aurore reste à Sinnoh tandis que Sacha et Pierre rentrent à Kanto, dans leurs villes natales respectives. |                                                |                                                  |                                                       |                       |